# سلمبرلاند (فلم)
سلمبرلاند (بالإنجليزية: Slumberland) هو فيلم مغامرات خيالي أمريكي لعام 2022، من إخراج فرانسيس لورانس وتأليف ديفيد غيون ومايكل هاندلمان، من بطولة جايسون موموا ومارلو باركلي وكريس أوداود وكايل تشاندلر، أُصدر الفيلم في 18 نوفمبر 2022 بواسطة نتفليكس.

## روابط خارجية
- مقالات تستعمل روابط فنية بلا صلة مع ويكي بيانات